# Nowogród Siewierski
Nowogród Siewierski (ukr. Новгород-Сіверський) – miasto wydzielone z rejonu na Ukrainie, nad Desną, położone w obwodzie czernihowskim. Stolica rejonu nowogrodzkiego. Historyczna stolica ziemi siewierskiej.
Nowogród Siewierski był najbardziej na wschód wysuniętym miastem powiatowym w I Rzeczypospolitej oraz w całej historii Polski.

## Historia

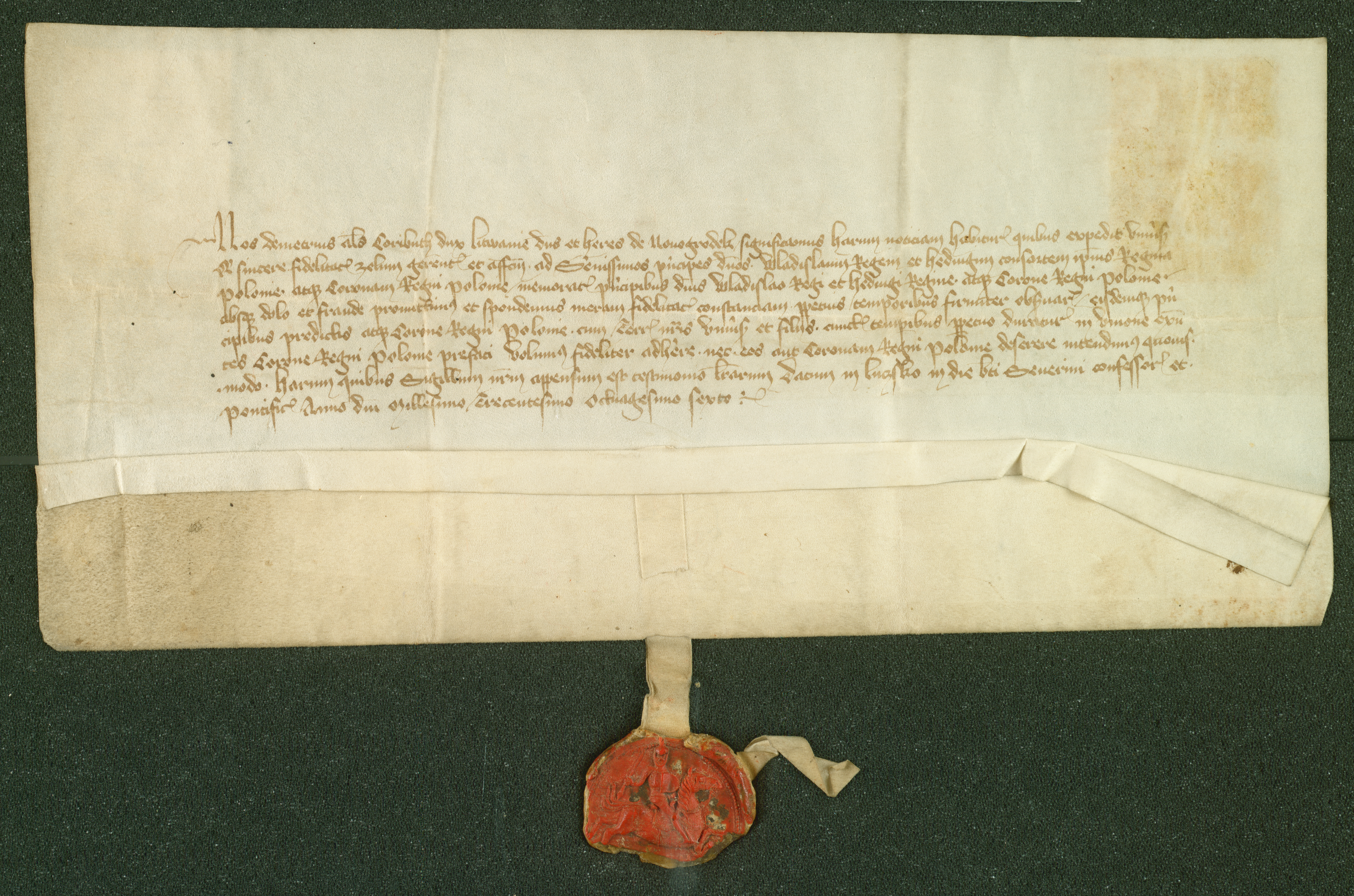
Dymitr Korybut Olgierdowicz, książę nowogrodzko-siewierski, przyrzeka wierność królowi polskiemu Władysławowi Jagielle, królowej Jadwidze i Koronie Królestwa Polskiego (1386 r.)

Według danych archeologicznych miasto założone około X wieku, prawdopodobnie na rozkaz Włodzimierza Wielkiego, który kazał budować grody ochraniające Kijów. W latopisach ruskich pierwszy raz wymienione z nazwy przez Włodzimierza Monomacha w jego Pouczeniu z 1078/1079 roku. Od 1098 stolica udzielnego Księstwa Siewierskiego. W 1223 spalony przez najazd Mongołów. Od 1239 własność książąt Briańska.
W 1320 przyłączony przez Giedymina do Wielkiego Księstwa Litewskiego. W 1386 roku Dymitr Korybut Olgierdowicz, książę nowogrodzko-siewierski, przyrzekł wierność królowi polskiemu Władysławowi Jagielle, królowej Jadwidze i Koronie Królestwa Polskiego. W 1398 r. Władysław Jagiełło nadał miasto Świdrygielle.
W 1503 Nowogród Siewierski został włączony do Wielkiego Księstwa Moskiewskiego. Pod Nowogrodem Siewierskim  31 grudnia 1604, miała miejsce bitwa pomiędzy wojskami Dymitra Samozwańca pragnącego zdobyć tron w Carstwie Rosyjskim, a oddziałami wiernymi carowi Borysowowi Godunowowi. Po stronie Samozwańca walczyły oddziały polskie (m.in. husaria) pod dowództwem Jerzego Mniszcha, dzięki którym Dymitr odniósł zwycięstwo.
Po rozejmie w Dywilinie (1619) w granicach Rzeczypospolitej, na terytorium Korony Królestwa Polskiego. Został siedzibą powiatu nowogrodzkiego siewierskiego w województwie czernihowskim prowincji małopolskiej. Zygmunt III Waza nadał mu w 1620 prawa miejskie i herb.
Od rozejmu andruszowskiego (1667) w granicach Carstwa Rosyjskiego i Imperium Rosyjskiego (do 1764 w ramach autonomicznego Hetmanatu). 1918 - Ukraińska Republika Ludowa i Hetmanat. 1919-1991 - Ukraińska SRR (1922-1991 w składzie ZSRR). Od 1991 niepodległa Ukraina.

## Zabytki
- Cerkiew św. Mikołaja z 1720 r.
- Łuk triumfalny(inne języki) z 1786 r.
- Sukiennice(inne języki) z lat 1856-1861
- Skład targowy(inne języki) z XIX w.
- Gmach ziemstwa z końca XIX w.
- Gmach gimnazjum żeńskiego(inne języki) z lat 1908-1912

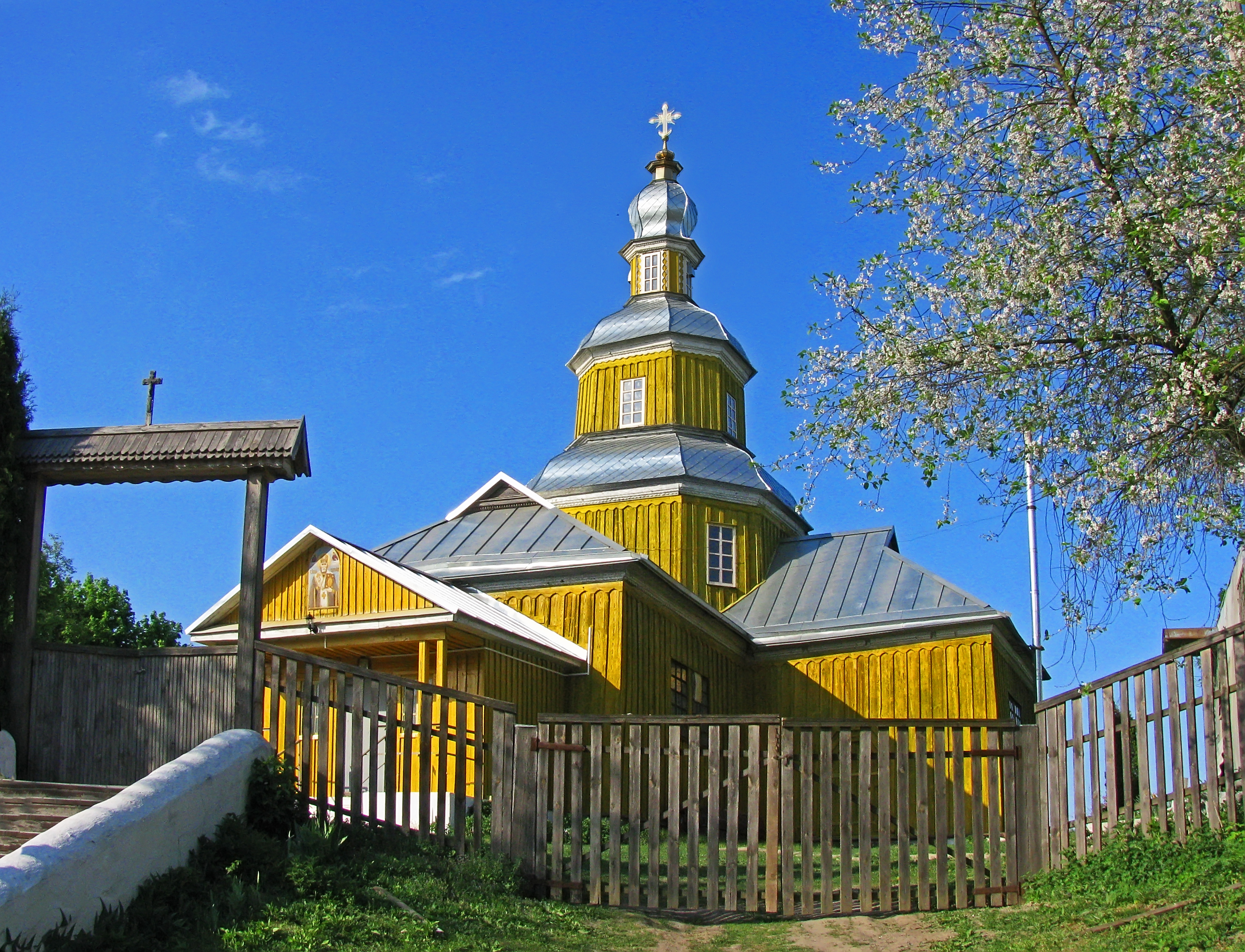
Cerkiew św. Mikołaja
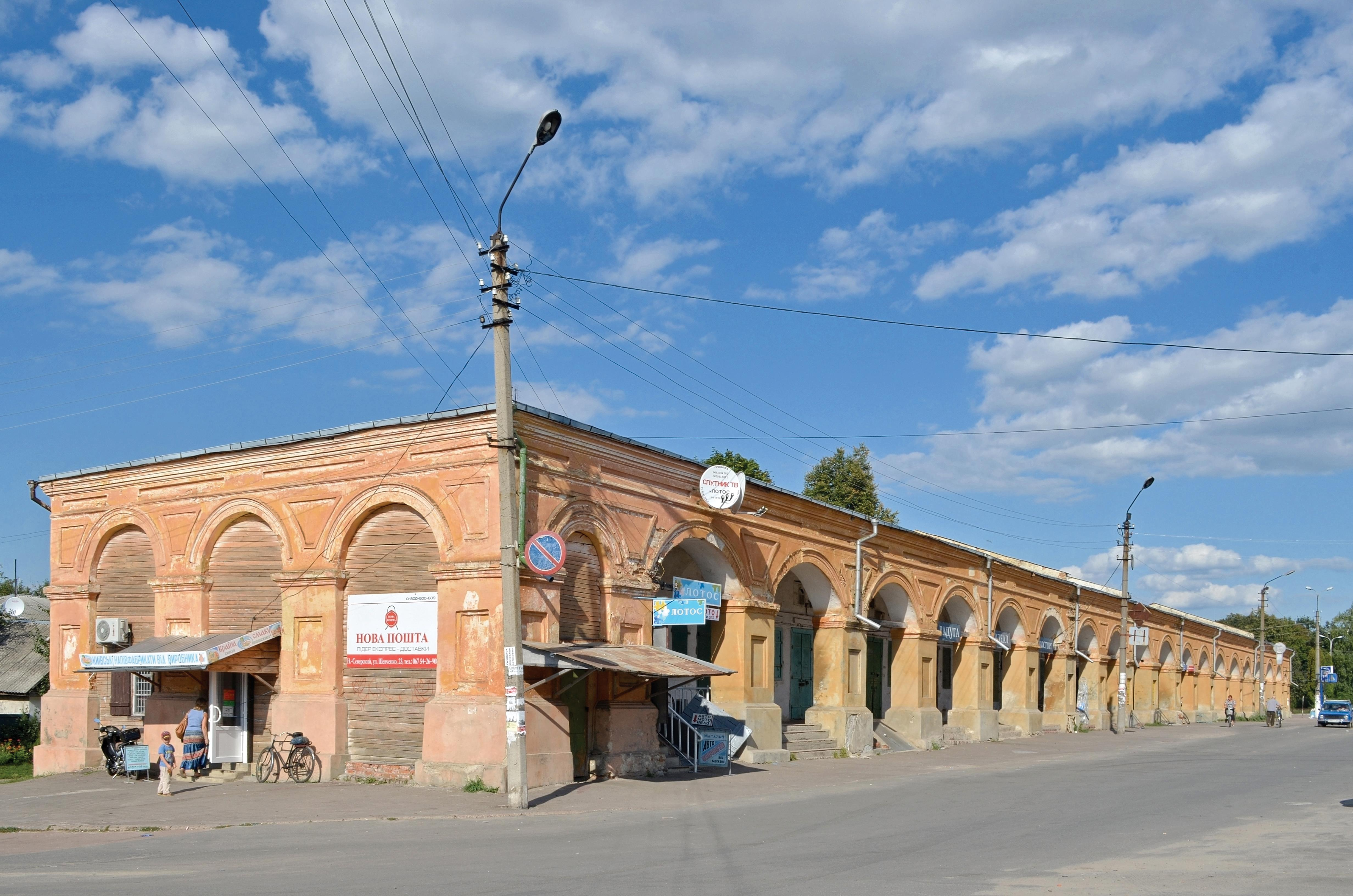
Sukiennice
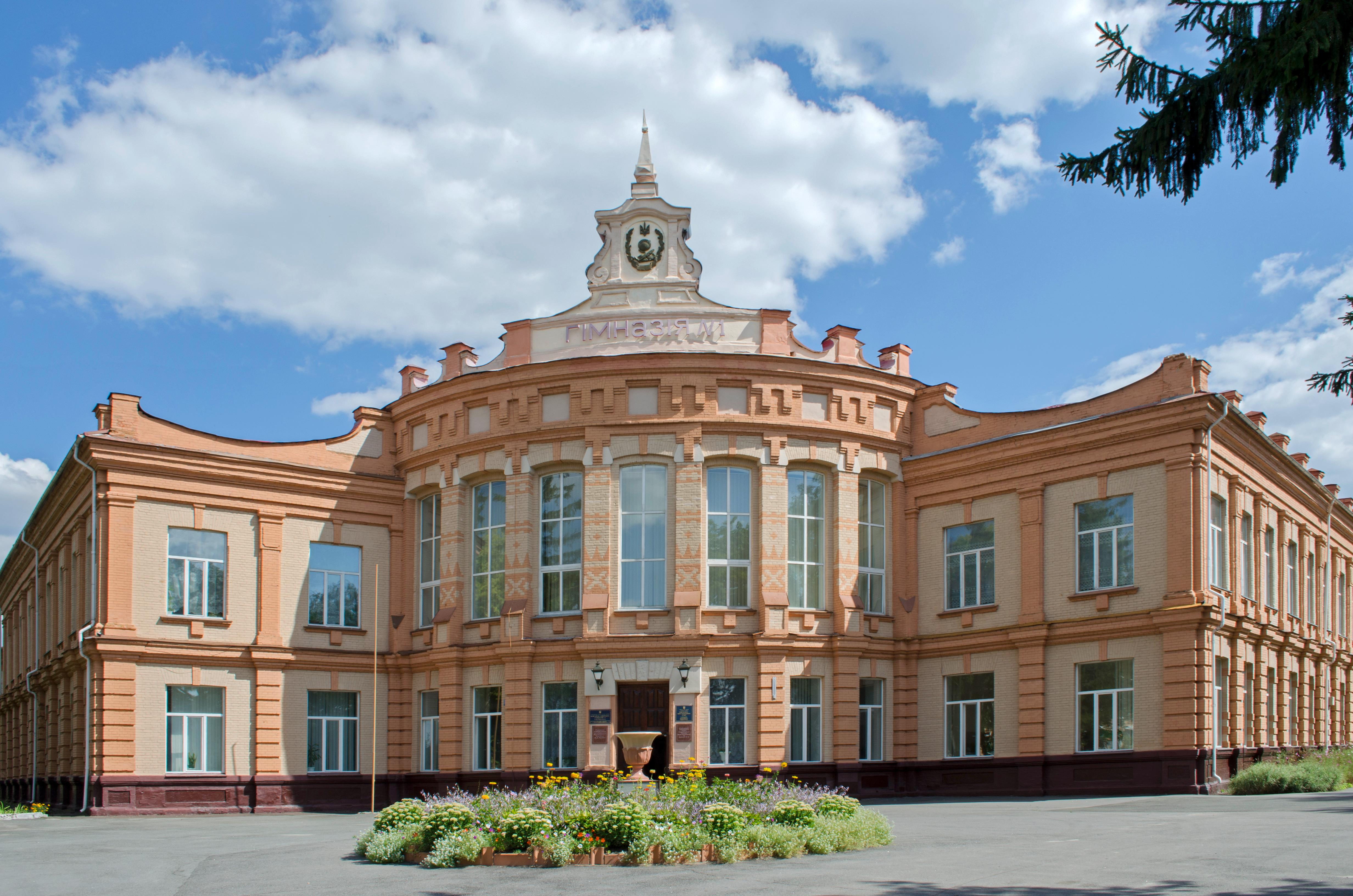
Gmach gimnazjum żeńskiego

## Gospodarka
W mieście rozwinął się przemysł lniarski, bawełniany oraz spożywczy.

## Urodzeni w mieście
- Hipolit Łossowski – polski pilot balonów sterowych, generał brygady Wojska Polskiego, twórca wojsk balonowych II RP.
- Mikołaj Godlewski –  polski prawnik, tymczasowy prezydent miasta Łodzi.